# Čiernohuzec
Čiernohuzec - szczyt górski w Górach Lewockich we wschodniej Słowacji. 1216 m n.p.m. Zalesiony. Szlaków turystycznych brak - szczyt leży w obrębie poligonu wojskowego Javorina. 